# 察哈尔八部
察哈尔八部，北元时期以來东蒙古的察哈尔万户主要由8个鄂拓克（分部）组成，统称察哈尔八部，明朝人称之为八大营。与清代所设八旗察哈爾的总管八旗制不盡相同。
察哈尔八部一开始分为呼拉巴特鄂托克、克什克腾鄂托克、浩齐特鄂托克、敖罕鄂托克、察罕塔塔尔鄂托克（白鞑靼）、奈曼鄂托克、札固特鄂托克、克木齐古特鄂托克。
浩齐特由蒙古大汗统领，其余由大汗的弟侄，或达延汗之子阿赤赖台吉、格哷博罗特等人的后裔统属。阿赤赖台吉据有克什克腾鄂拓克；格哷博罗特据有敖汉、奈曼诸鄂拓克；那力不赖台吉据有浩齐特鄂拓克；赛那剌之子那林台吉据有察罕塔塔尔鄂拓克。
明末，乌珠穆沁部、苏尼特部也成了察哈尔部的鄂托克；此時，察哈尔八部的組成：左翼被称为山阳察罕儿，由阿剌处（阿喇克卓特）、敖汉、奈曼、兀鲁特（主亦惕）四大鄂托克组成；右翼被称为阿鲁（山阴）察罕儿，由浩齐特、乌珠穆沁、苏尼特、克什克腾四大鄂托克组成。
明末清初，除克什克腾还属于阿赤赖台吉的后代，浩齐特为博迪子达赉逊的后裔所据，敖汉为博迪弟纳密克之孙岱青杜楞所据，奈曼为纳密克之孙额森伟征所据，乌珠穆沁为博迪之子翁衮都喇尔所据，苏尼特为博迪次子可可出大台吉所据。
清朝初年，克什克腾、浩齐特、敖汉、奈曼、乌珠穆沁、苏尼特六部各自被清政府设立扎萨克旗。亲王额哲也统领察哈尔旗，但在康熙年间因布尔尼叛乱被废除。

## 与阿鲁蒙古的关系
“阿鲁”即蒙古语的“後边”之意，指山阴，清初时将游牧于大兴安岭以西的漠南蒙古称为“阿鲁蒙古”（与清代中晚期外蒙古的蒙古语名称相同但指代不同）。“阿鲁蒙古”狭义上只指成吉思汗三个弟弟哈萨儿、別里古台和哈赤温三人的后裔部众茂明安、阿鲁科尔沁、乌拉特、四子部、阿巴噶、阿巴哈纳尔、伊苏特、翁牛特、喀喇车里克九部。“阿鲁察罕儿”的四个鄂托克有时也被算为广义上的“阿鲁蒙古”。
阿鲁蒙古归附后金之后，绝大多数被单独编设外藩蒙古扎萨克旗，而伊苏特、喀喇车里克二部被拆分重组，喀喇车里克部贵族及其所部大多编入翁牛特右翼旗，另一部分直接编入满蒙八旗，伊苏特部则和山阳察罕儿的兀鲁特部一样编入八旗满洲的佐领之中，编入八旗之后上述部落名逐渐消失。